# لويس فرناندو سالازار فرنانديز
لويس فرناندو سالازار فرنانديز (بالإسبانية: Luis Fernando Salazar Fernández)‏ هو سياسي مكسيكي، ولد في 18 نوفمبر 1977 في توريون في المكسيك. حزبياً، نشط في حزب العمل الوطني. وقد انتخب عضو مجلس الشيوخ من المكسيك.